# Rhagoletis cerasi
La mosca delle ciliegie (Rhagoletis cerasi Linnaeus, 1758) è un insetto dell'ordine dei Ditteri (Brachycera: Tephritidae).
Rappresenta una delle maggiori problematiche entomologiche della produzione cerasicola, arrecando gravi danni ai frutti. Oltre che sulle drupe di ciliegi coltivati e spontanei è rinvenibile su specie di caprifoliaceae appartenenti al genere Lonicera.

## Morfologia

### Uovo
Ha forma affusolata e colore biancastro. Le ridotte dimensioni (0,7x0,2 mm) lo rendono difficilmente visibile a occhio nudo.

### Larva
Apoda, di colore biancastro, dopo 3 stadi larvali raggiunge la maturità e la lunghezza di 4–6 mm. Si nutre della polpa delle drupe, perciò dispone di un apparato boccale masticatore dotato di due uncini neri grazie ai quali si scava la galleria nel frutto,

### Pupa
La pupa è protetta da un pupario di forma cilindrica, lungo circa 4 mm, formato dalla trasformazione dell'exuvia dell'ultimo stadio larvale. Inizialmente di colore beige chiaro, il pupario diventa verdastro poco prima dello sfarfallamento dell'adulto.

### Adulto
È di colore nero lucente, con capo bruno e scutello giallo. Le ali presentano 4 bande trasversali nere. Ha lunghezza compresa tra 3,5 e 5 mm.

## Ciclo biologico
Gli adulti compaiono tra fine aprile e metà giugno, e cominciano subito a nutrirsi delle secrezioni zuccherine prodotte dal ciliegio stesso o da insetti (come la melata degli afidi), prediligendo zone dell'albero soleggiate e riparate dai venti che ostacolerebbero la deposizione delle uova e la nutrizione. Gli adulti sono poco mobili e non si spostano dalle piante sotto le quali sono presenti i pupari limitandosi a dirigersi nelle aree più idonee dell'albero. Dopo 10-15 giorni dalla comparsa, con una temperatura di almeno 18 °C, le femmine depongono 50-80 uova sui frutti che cominciano a colorarsi di rosso (fase di invaiatura). Le ovideposizioni cominciano generalmente nella parte nord - est dell'albero, per poi estendersi uniformemente su tutta la chioma. Le uova sono deposte mediante ovopositore di sostituzione; per ogni drupa viene deposto un solo uovo grazie alla marcatura con un feromone, impedendo così altre ovideposizioni che potrebbero creare fenomeni di competizione e cannibalismo tra le larve. In caso di forti infestazioni è però possibile riscontrare più larve nello stesso frutto.
Dopo 6-12 giorni si ha la schiusura delle uova con fuoriuscita delle larve che cominciano a nutrirsi della polpa, giungendo fino in prossimità del nocciolo. Dopo circa 25 giorni dalla nascita le larve lasciano i frutti e si impupano al suolo, a 3-5 centimetri di profondità. Nel terreno passeranno tutto l'inverno, prolungando in alcuni casi il periodo di diapausa per un secondo anno.
Nel complesso Rhagoletis cerasi compie una generazione ogni 1- 2 anni.
Va segnalato che repentini abbassamenti di temperatura all'epoca dello sfarfallamento causano un'elevata mortalità; allo stesso modo le pupe sono danneggiate da terreno troppo a lungo bagnato.

## Danni
Il danno è dovuto all'attività delle larve che scavano gallerie nella polpa per nutrirsi. Le ciliegie colpite presentano generalmente un'area imbrunita attorno al foro di penetrazione con tessuti in disfacimento che rendono il frutto non commerciabile. In alcuni casi si ha cascola precoce del frutto. Le drupe attaccate inoltre, sono facilmente soggette a marciumi come le moniliosi che possono estendersi rapidamente anche ai frutti sani.
In alcuni casi i frutti colpiti non presentano sintomi visibili, neanche nella cernita post-raccolta, per poi perdere di consistenza successivamente.
La gravità dei danni è variabile in base alle cultivar: generalmente le cultivar tardive sono più suscettibili agli attacchi di Rhagoletis cerasi rispetto alle cultivar precoci; allo stesso modo le varietà di ciliegio dolce sono più suscettibili rispetto alle varietà di ciliegio acido. Per quanto riguarda l'areale geografico, le problematiche legate a questo insetto sono più rilevanti nelle regioni meridionali che in quelle settentrionali, e più gravi nelle aree collinari e pedemontane rispetto alle zone di pianura.

## Lotta

### Mezzi agronomici e strategie preventive
Per ridurre le popolazioni di Rhagoletis cerasi è utile effettuare una leggera erpicatura nei mesi di marzo - aprile per esporre le pupe presenti agli agenti atmosferici e ridurre lo sfarfallamento degli adulti.
Viene inoltre segnalata la possibilità di impiegare apposite reti con le quali avvolgere le piante, impedendo così alla mosca di deporre le uova sui frutti. Tali reti vengono installate prima del volo degli adulti e rimosse alla raccolta; le difficoltà logistiche legate alla protezione di molte piante non hanno ancora permesso una grande diffusione di questa metodologia.
L'utilizzo di trappole cromotropiche gialle può essere utile per determinare la presenza dell'insetto e valutare l'opportunità di eventuali trattamenti. Possono inoltre servire per catturare le mosche e ridurre così la popolazione nel frutteto. Le trappole vanno montate tra aprile e maggio sulla parte rivolta a sud-est dell'albero, in numero di 1-2 ad ettaro per il monitoraggio e 15-20 per la cattura massale.

### Lotta chimica
Gli interventi chimici contro la mosca delle ciliegie vengono effettuati all'invaiatura per evitare la deposizione delle uova da parte delle femmine. La necessità di collocare l'intervento insetticida in questa fase pone alcuni problemi di ordine tossicologico, in quanto il breve tempo che intercorre dall'invaiatura alla maturazione commerciale aumenta il rischio di residui di principio attivo sul prodotto finale. È quindi fondamentale rispettare il tempo di carenza e le limitazioni legislative sul numero di trattamenti effettuabili avvalendosi delle strategie di lotta integrata.
Tra i principi attivi impiegabili ricordiamo:
- Etofenprox
- Fosmet
- Thiametoxan

In agricoltura biologica la lotta a Rhagoletis cerasi si fa particolarmente difficoltosa per la limitata disponibilità di principi attivi efficaci. Tra le sostanze naturali consentite dai disciplinari di produzione biologica troviamo:
Piretrine naturali
Il primo trattamento va effettuato alla prima cattura delle trappole cromotropiche. L'utilizzo di piretrine contro Rhagoletis cerasi è consigliabile solo in caso di infestazioni limitate, data la bassa efficacia di queste sostanze. Gli interventi possono essere ripetuti, anche a distanza di soli 4-6 giorni in caso di pioggia che dilava il principio attivo sulle foglie.
Rotenone
In Italia il prodotto è registrato con un tempo di carenza di 10 giorni.
Come per le piretrine è fondamentale intervenire a partire dalle prime catture delle trappole cromotropiche, effettuando 2-3 interventi a distanza di 10 giorni (in caso di piogge è opportuno intervenire ulteriormente).
Il rotenone risulta efficace per l'azione abbattente degli adulti in volo al momento del trattamento; se l'attacco è poco virulento si possono contenere i danni al di sotto del 5-10% di frutti colpiti.
Va però ricordato che i trattamenti vanno sospesi 10 giorni prima della raccolta, lasciando così una finestra temporale sufficiente per permettere all'insetto di deporre le uova e infliggere danni.
Azadiractina
L'azadiractina oltre ad interferire sulla crescita degli insetti, agisce sui fitofagi svolgendo un'azione per lo più repellente (con diminuzione delle ovideposizioni) ed antialimentante riducendo l'attività delle larve.
Il suo vantaggio principale è che non esercita attività verso gli insetti utili (limitatori naturali e pronubi) e non ha tempo di carenza.

### Lotta biologica
Bacillus thuringiensis
Bacillus thuringiensis var. tenebrionis, ampiamente utilizzato in agricoltura biologica, può essere impiegato, con discreta efficacia, anche per contenere gli attacchi di mosca delle ciliegie. Anche in questo caso è indispensabile intervenire tempestivamente, al momento dell'ovideposizione per colpire le larve.
Funghi entomopatogeni
Sono in studio prodotti a base di Beauveria bassiana e Paecylomices fumosoroseus, patogeni per Rhagoletis cerasi. Il loro utilizzo in campo è ancora limitato, anche se alcuni studi hanno riportato risultati incoraggianti, seppur soggetti a forte variabilità in base a intensità di attacco, condizioni climatiche, cultivar e metodologie applicative.
Nematodi entomopatogeni
L'impiego di nematodi entomopatogeni mira a colpire le pupe svernanti nel suolo per ridurre le popolazioni di adulti in primavera. La metodologia è, per ora, ancora sperimentale ma i primi riscontri in campo e in laboratorio sembrano dimostrare una buona efficacia nel ridurre l'incidenza di Rhagoletis cerasi.